# New Zealand Football Championship 2008/09
Vom 8. November 2008 bis zum 29. März 2009 wurde die fünfte New Zealand Football Championship ausgetragen. Im Finale standen Waitakere United und Auckland City.

## System
Das System wurde geändert. Jeder spielte nur zwei Mal gegen jeden (14 Spiele) und nicht mehr wie zuvor drei Mal. Außerdem qualifizierten sich diesmal die ersten vier der Tabelle für die Play-offs, die in Hin- und Rückspiel ausgetragen wurden. Das Finale fand wie schon im Vorjahr im Douglas Field at Trusts Stadium statt.

## Tabelle
| Pl. | Verein                | Sp. | S  | U | N  | Tore    | Diff. | Punkte |
| --- | --------------------- | --- | -- | - | -- | ------- | ----- | ------ |
| 1.  | Waitakere United (M)  | 14  | 10 | 3 | 1  | 030:120 | +18   | 33     |
| 2.  | Auckland City FC      | 14  | 8  | 1 | 5  | 027:150 | +12   | 25     |
| 3.  | YoungHeart Manawatu   | 14  | 7  | 2 | 5  | 022:190 | +3    | 23     |
| 4.  | Team Wellington       | 14  | 7  | 2 | 5  | 028:280 | ±0    | 23     |
| 5.  | Hawke’s Bay United FC | 14  | 7  | 1 | 6  | 024:170 | +7    | 22     |
| 6.  | Waikato FC            | 14  | 6  | 1 | 7  | 019:220 | −3    | 19     |
| 7.  | Otago United FC       | 14  | 2  | 2 | 10 | 016:320 | −16   | 08     |
| 8.  | Canterbury United     | 14  | 2  | 2 | 10 | 011:320 | −21   | 08     |

| (M) | Meister 2007/08 |

## Play-offs

### Halbfinale
Die Halbfinal-Hinspiele wurden am 14. und 15. März 2009 ausgetragen. Die Rückspiele fanden am 21. und 22. März 2009 statt. Waitakere United und Auckland City FC konnten sich für das Finale qualifizieren.
|                     | Gesamt |                  | Hinspiel | Rückspiel |
| ------------------- | ------ | ---------------- | -------- | --------- |
| Team Wellington     | 0:6    | Waitakere United | 0:1      | 0:5       |
| YoungHeart Manawatu | 3:4    | Auckland City FC | 3:1      | 0:3       |

### Finale
Das Finale der New Zealand Football Championship 2008/2009 fand am 29. März 2009 statt.
| Paarung        | Waitakere United – Auckland City FC                                    |
| Ergebnis       | 1:2 (1:0)                                                              |
| Datum          | 29. März 2009                                                          |
| Stadion        | Douglas Fields at Trusts Stadium, Waitakere City                       |
| Schiedsrichter | Michael Hester                                                         |
| Tore           | 1:0 Allan Pearce (15.), 1:1 Keryn Jordan (78.), 1:2 Paul Urlovic (89.) |